# Lex Falcidia
La lex Falcidia (ley Falcidia) fue una ley romana establecida en el 40 a. C., aprobada por iniciativa del tribuno de la plebe Publio Falcidio, siendo cónsules Cneo Domicio Calvino y Cayo Asinio Polión. Regulaba las cuotas de la legítima en el derecho hereditario romano y en el siglo VI fue incorporada por Justiniano en las Institutiones.

## Disposiciones
La ley decretaba que nadie pudiera disponer libremente de más de las tres cuartas partes de su patrimonio por legados, de modo que al menos una cuarta parte del patrimonio quedaba a disposición del heredero.
En el caso de que el testador actuara en contra de esta regla, el heredero tenía derecho a tomar una parte de cada legatario para que su cuarto quedara asegurado. Esta cuota se llamaba quarta Falcidia.
Si hubiera habido más coherederos, cada uno de ellos, después de la deducción de los legados, tendría que recibir, al menos, una cuarta parte de la cuota de la herencia que le habría correspondido si no hubiera habido legados. La parte del legado que excediera las tres cuartas partes era nula; un heredero demandado por el legatario por el excedente podría oponer la exceptio legis Falcidiae.
Para el cálculo del cuarto se consideraban todos los legados, fiducias personales y donaciones por fallecimiento, pero no las donaciones inter vivos. La legislación imperial introdujo reformas sustanciales. Antonino Pío extendió la "quarta Falcidia" a la herencia intestada si el propietario dispuso en un codicilo más de las tres cuartas partes de la herencia por fiducia. En algunos casos excepcionales, se excluyó la aplicación de la ley, como en el caso del testamento de un soldado o de los legados a favor de piae causae (con fines benéficos).